# أبو بكر الحداد
أبو بكر بن علي بن محمد الحداد الزبيدي اليمني (ت 800هـ = 1397م) هو مفسر وفقيه حنفي يماني. من أهل العبادية، من قرى (حازة وادي زبيد) في تهامة. والحازة اسم لما قارب الجبل. قال الضمدي: «له في مذهب أبي حنيفة مصنفات جليلة لم يصنف أحد من العلماء الحنفية باليمن مثلها، كثرة وإفادة».

## اسمه ونسبه
هو: أبو بكر بن علي بن محمد بن عبد الرحمن بن علي بن عبد الرحمن الحداد الزبيدي، يرجع نسبه إلى جده الأكبر مالك بن ذؤال بن سيوم بن ثوبان بن عيسى بن نجارة بن غالب بن عبد الله بن عك بن عدنان. وقيل أن نسب الشيخ الحداد يتصل بالشيخ عبد القادر الجيلاني ثم يتصل بالإمام علي بن أبي طالب.

## شيوخه
من مشايخه: والده، وعلي بن نوح، وعلي بن عمر العلوي وغيرهم.

## كلام العلماء فيه
- البدر الطالع بمحاسن من بعد القرن السابع: «برع في أنواع من العلم واشتهر ذكره وطار صيته. وله زهد وورع وعفة وعبادة جمع تفسيراً حسناً هو الآن مشهور عند الناس يسمونه تفسير الحداد».[3]
- العقود اللؤلؤية: «كان فقيهاً عارفاً كبيراً متفنناً ورعاً صالحاً، وكان يومئذ أكبر أصحاب أبي حنيفة[ ؟ ] رحمه الله تعالى، وله مصنفات حسنة وبه تفقه طائفة من أهل زبيد[ ؟ ]، وانتفع به الطلبة نفعاً عظياً».[3]

## مؤلفاته
تبلغ كتبه نحو 20 مجلداً، منها:

تفسير الحداد اعتنى الدكتور «محمد إبراهيم يحيى» الأستاذ المساعد في تفسير القرآن وعلومه بالجامعة الأسمرية في ليبيا بتحقيق هذا التفسير وبالتقديم له بدارسة مطولة بعد مدخلاً لمعرفة المفسر وخصائص تفسيره.

- شرح مختصر القدوري في فروع الفقه الحنفي سماه (السراج الوهاج الموضح لكل طالب محتاج) ثم اختصره وسماه (الجوهرة النيرة)، وقد جاء هذا الشرح بألفاظ مختصرة، وعبارات ظاهرة، تشتمل على كثير من المعاني والفوائد، وقد رتبه على الكتب والأبواب الفقهية، وذكر فيه الأقوال والآراء المختلف فيها داخل المذهب الحنفي، كما ذكر الراجح منها، مستدلاً على ذلك بالدليل من الكتاب والسنة وغيرهما، ولم يتعرض لخلاف المذاهب الفقهية الأخرى إلا قليلاً.[5]
- كتاب في تفسير القرآن اسمه (كشف التنزيل في تحقيق التأويل) في مجلدين ضخمين. قال الشوكاني: «تفسير حسن مشهور الآن عند الناس يسمونه تفسير الحداد».
- شرح قيد الأوابد للربعي.
- شرح الظلام وبدر التمام في شرح منظومة الهاملي في الفروع.

قال عنه إسماعيل باشا البغدادي في (هدية العارفين): «الحدادي: أبو بكر بن علي بن محمد الحداد العبادي اليمني الفقيه الحنفي توفي سنة 800 ثمانمائة. من تصانيفه الجوهر المنير مختصر السراج الوهاج له. الرحيق المختوم شرح قيد الأوابد في الفقه. سراج الظلام وبدر التمام في شرح المنظومة الهاملية لأستاذه. السراج الوهاج الموضح لكل طالب محتاج في شرح مختصر القدوري. كشف التنزيل في تحقيق المباحث والتأويل في تفسير القرآن مجلدين. النور المستنير في شرح منظومة النسفي[ ؟ ] في الخلاف وغير ذلك».

## كتب عنه
- المدخل إلى تفسير القرآن الكريم: الحداد نموذجاً - تأليف: محمد إبراهيم يحيى
- الشيخ أبو بكر بن علي الحداد الزبيدي اليمني ومنهجه في التفسير - تأليف: رفعت حسين محمد عبورة

## وفاته
استقر في زبيد[ ؟ ] وتوفي بها سنة «800هـ».